# Elvis on Tour
Elvis on Tour é o segundo documentário de Elvis Presley produzido em 1972, mostra shows, bastidores e ensaios de Elvis pelos Estados Unidos. Este trabalho é sempre elogiado por mostrar, segundo muitas pessoas, como se desenrolou a carreira de Elvis pelos anos 70, ou seja, é uma síntese de Elvis na fase "anos 70". Devido a isso, este documentário foi agraciado com um Globo de Ouro. A equipe de produção possuia um nome que ficaria muito conhecido no mundo no cinema anos mais tarde, Martin Scorsese. Elvis Presley foi o responsável pela direção musical deste trabalho.

## Sinopse
Este documentário, segundo alguns, mostra um momento de destaque dentro da carreira do rei do rock. O documentário mostra alguns espetáculos de Elvis pelos EUA no ano de 1972, ocasionado assim, uma histeria coletiva dos fãs, além de ensaios e bastidores.

## Músicos
- Elvis Presley: Voz
- James Burton: Guitarra
- John Wilkinson: Guitarra
- Glen D. Hardin: Piano
- Charlie Hodge: Voz e Violão
- Jerry Scheff: Baixo
- Ronnie Tutt: Bateria
- Sweet Inspirations, J.D Sumner, Stamps Quartet, Kathy Westmoreland: Vocais
- Joe Guercio e Orquestra

## Canções

### Lançamento de 1972
Ensaios
- Lead Me, Guide Me
- Bosom Of Abraham
- I John

No Palco
- Johnny B. Goode
- C.C. Rider
- Polk Salad Annie
- Separate Ways (estúdio)
- Proudy Mary
- Never Been To Spain
- Burning Love
- Don't Be Cruel
- Ready Teddy
- That's All Right Mama
- Love Me Tender
- Until It's Time For You To Go
- Suspicious Minds
- Bridge Over Troubled Water
- Funny How Time Slips Away
- An American Trilogy
- Mystery Train
- I Got a Woman/Amen
- A Big Hunk O' Love
- You Gave Me A Mountain
- Lawdy Miss Clawdy
- Can't Help Falling In Love
- Memories

### The Great Performances # 2 (1990)
- Always On My Mind (estúdio)

### The Lost Performances (1992)
- All Shook Up
- Teddy Bear/Don't Be Cruel
- Are You Lonesome Tonight?
- I Can't Stop Loving You
- How Great Thou Art
- Release Me

## Prêmio
- Globo de Ouro: 1973